# Amphitrite pauciseta
Amphitrite pauciseta är en ringmaskart som beskrevs av Francis Day 1963. Amphitrite pauciseta ingår i släktet Amphitrite och familjen Terebellidae. Inga underarter finns listade i Catalogue of Life.